# 須藤カンジ
須藤 カンジ（すとう かんじ）は、主にMVやCMなどを手がける日本の映像作家。ピクス所属。

## 人物
1974年生まれ、神奈川県出身。

大学卒業後、専門学校にてデザイン、CGを学ぶ。

その後、ゲーム、番組オープニングタイトル等のCGやグラフィックデザイン・制作、演出を開始。

映像監督の丹修一に師事し、ミュージックビデオ、CM制作に関わる。

その後ディレクターとして独立。
近年、アデレードフィルムフェスティバルなど海外の映画祭でも作品が紹介されている。

## 監督した主なPV
- FLOWER 「やさしさで溢れるように」
- E-girls…「Dance Dance Dance」
- 平井堅…「君の鼓動は 君にしか鳴らせない」
- 槇原敬之…「Fall」
- 安室奈美恵…「SWEET 19 BLUES (from Ballada)」「SWEET KISSES」「Show Me What You’ve Got」「Christmas Wish」
- 倖田來未…「HOTEL」「Like it」
- AAA…「風に薫る夏の記憶」「Lil’ Infinity」
- KANA-BOON…「TIME」
- ケツメイシ…「#Music」
- BENI…「OUR SKY」
- 堂本剛…「Shamanippon」「I gotta take you shamanippon」「Ginger」
- 私立恵比寿中学…「大人はわかってくれない」
- スネオヘアー…「逆様ブリッジ」「赤いコート」「slow dance」「game over death」
- moumoon…「Wild Child」「DREAMER DREAMER」
- SEKAI NO OWARI…「INORI」
- Base Ball Bear…「yoakemae」
- 稲葉浩志…「Okay」
- SHAKALABBITS…「MutRon」「少年と白い犬」「Recovery」「Walk Over the Rainbow」「Circadian Bird」ほか
- BUCK-TICK…「くちづけ」
- The Birthday…「アリシア」
- CHEMISTRY…「almost in love」「約束の場所」「遠影 feat. John Legend」「Top of the World」「空の奇跡」「This Night」「輝く夜」ほか
- コブクロ…「時の足音」
- サカナクション…「サンプル」
- RIZE…「LADY LOVE」
- 木村カエラ…「STARs」「HOLIDAYS」
- BoA…「Kissing you」
- HALCALI…「Long Kiss Good Bye」
- mihimaru GT…「幸せになろう」
- 大塚愛…「ロケットスニーカー」
- RADWIMPS…「有心論」「セツナレンサ」ほか
- 矢井田瞳…「STARTLiNE」「I Love You の 形」
- MAX…「Mi Mi Mi」
- SHISHAMO…「魔法のように」
- ももいろクローバーZ…「HAND」
- Mrs. GREEN APPLE…「ANTENNA」

ほか

## 監督した主なCMなど
- DUSKIN  TERMINIX「シロアリ嬢王御前会議」「ゴキブリ嬢王御前会議」篇
- Google Youtube FANFEST PPAP Live AR映像総合演出
- 安室奈美恵「LIVE STYLE 2016-2017」映像総合演出
- スピード買取　「切手」「着物」篇
- 花王　Essential「楽々詰め替えパック」篇
- 安室奈美恵「LIVE GENIC 2015-2016」映像総合演出
- SONY Action Cam 「Adventure with Sticky Notes」篇
- KEIRIN キターッ太もも！「激突」「激風」「炎」「虎とライオン」篇
- 第一興商 LIVE DAM「歌いたい」篇
- 須藤カンジ × DanceNotAct × 秋元梢「36」 TOKYO DESIGNERS WEEK 2014出展作品
- イトーヨーカドー 「秋祭2014」篇
- MAZDA「MX-5 25th ANNIVERSARY」MOVIE
- adidas「攻めろ、女子。all in for #mygirls」篇
- 森永製菓「エンゼルのつばさプロジェクト」篇
- 日本コカ・コーラ　爽健美茶「爽食卓」
- TOWER RECORDS　3DCI Promotion
- SONY　Rolly  Promotion
- victor　new LipLap「Miz玉」篇
- calbee　かっぱえびせん「唄う人」篇

ほか